# Dalston
Dalston est un quartier de Hackney dans le nord-est de Londres.
Au XIIIe siècle, le village rural abritait une léproserie. Il ne perdit réellement son aspect rural qu'au XIXe siècle, avec la construction de résidences pour les Londoniens. Il fut définitivement incorporé dans le Grand Londres avec l'arrivée du chemin de fer en 1859.

## Dans la culture populaire
- Divers lieux du quartier ont inspiré les créateurs du soap EastEnders dont certains y ont passé leur enfance.
- Le septième morceau de Up All Night des Razorlight s'intitule « Don't go back to Dalston ».
- Bad Manners a écrit en 1980 une chanson « Night Bus to Dalston ».
- La seconde saison de The Mighty Boosh se déroule à Dalston.
- Naked de Mike Leigh y fut en partie tourné, tout comme Cours toujours Dennis de David Schwimmer.
- Le personnage joué par Audrey Tautou dans Dirty Pretty Things de Stephen Frears habite le quartier.
- « L.I.N.D.A » épisode de la série Doctor Who s'y déroule.

## Personnalités liées
Florence Cook y séjourna une partie de sa vie.
Mary Brodrick, égyptologue est née à Dalston
Gilbert et George y dînent tous les soirs dans le même restaurant kurde[réf. nécessaire]